# 2,7-Dichlorfluorescein
2,7-Dichlorfluorescein ist ein Fluoreszenzfarbstoff aus der Gruppe der Triphenylmethanfarbstoffe. Es ist ein Derivat von Fluorescein, das sich von diesem durch zwei zusätzliche Chloratome unterscheidet.

## Verwendung
2,7-Dichlorfluorescein wird als Indikator bei der Titration nach Fajans (Argentometrie) eingesetzt.
Eine 0,2%ige Lösung von 2,7-Dichlorfluorescein in Methanol kann zur Detektion von Süßstoffen in der Dünnschichtchromatographie verwendet werden.